# Sant Antoni de Llefià
Sant Antoni de Llefià és un barri de Badalona (Barcelonès) que forma part del Districte IV juntament amb Sant Joan de Llefià, Sant Mori de Llefià i La Salut. Limita amb Santa Coloma de Gramenet, Sant Adrià de Besòs i amb els altres dos barris que conformen el districte.
Amb les dades del padró de 2012, el barri de Sant Antoni de Llefià té 15.869 habitants, dels quals 7.876 (el 49,6%) són homes i 7.993 (el 50,4%) són dones. La població del barri representa al 7,1% d'habitants de tota la ciutat. El barri és un dels que té un major índex d'immigració de tota Badalona. L'any 2010 era el tercer amb major percentatge d'immigrants de la ciutat, amb un 7,5% del total. Pel que fa al percentatge de persones estrangeres que viuen a cada barri respecte del total de la població del mateix barri, aquest es trobava al voltant del 18%.

## Llocs d'interès
La Torre Mena és un edifici protegit com a bé cultural d'interès local de tipus colonial construït el 1880, remodelat i convertit en centre cívic el 1991 i renovat el 2011. A mitjans dels anys quaranta del segle xx i fins a l'any 1981 va ser la seu de Ràdio Miramar.
Existeix un projecte de reforma de la plaça Trafalgar que preveu la creació d'una zona verda, i que resoldrà el desnivell amb l'avinguda del Marquès de Sant Mori mitjançant una grada, amb una part enjardinada i una altra adequada per a asseure’s, millorant la connectivitat i l'accessibilitat urbana amb els diferents carrers de l'entorn. La data estimada de la finalització de les obres és el mes d'abril de 2019.

## Transport Públic
Disposa de diverses línies d'autobusos urbans i d'una estació de la Línia 10 del metro de Barcelona anomenada Llefià.